# Plectrocnemia baculifera
Plectrocnemia baculifera är en nattsländeart som beskrevs av Lazar Botosaneanu 1970. Plectrocnemia baculifera ingår i släktet Plectrocnemia och familjen fångstnätnattsländor. Inga underarter finns listade i Catalogue of Life.